# Kreiss Fanni
Kreiss Fanni (1989. április 12. –) magyar tőrvívó.

## Sportpályafutása
A 2002-es kadét világbajnokságon a 64 között esett ki. A 2004-es junior Európa-bajnokságon tőr egyéniben ötödik helyezést, csapatban (Gémesi Tekla, Lemberg Mercedesz) bronzérmet szerzett. A felnőtt országos bajnokságon tizenöt évesen hatodik lett. A következő évi junior Eb-n egyéniben a hetedik, csapatban (Lemberg, Tóth Anna, Zsáry Noémi) negyedik lett. 2006-ban kadét világbajnok lett. A junior vb-n egyéniben 20., csapatban (Lemberg, Horváth Andrea, Sánta Zsófia) nyolcadik volt. A junior Eb-n egyéniben kilencedik, csapatban (Fodor Eszter, Horváth A., Zsáry) hatodik helyezést szerzett. A 2007-es junior vb-n egyéniben a harmadik, csapatban (Horváth A., Tóth A., Zsáry) az ötödik helyen végzett. A junior Európa-bajnokságon egyéniben 17., csapatban (Fodor Eszter, Horváth A, Varga Zsófia) hetedik lett.
2008-ban a junior világbajnokságon egyéniben ezüstérmes, csapatban (Bíró Fanni, Fodor, Varga Zs.) kilencedik helyezést ért el. A junior Eb-n egyéniben tizenötödikként, csapatban (Bíró F., Nudelmann Bianka, Varga Zs.) hatodikként végzett. A következő évben a junior vb-n egyéniben harmadik, csapatban (Bíró F., Nudelman, Varga Zs.) kilencedik helyezést szerzett. A 2009. évi universiadén a 16 között esett ki. Közvetlenül ezután a plovdivi felnőtt Európa-bajnokságon 30. lett. Csapatban (Berta Adrienn, Varga Gabriella, Varga Katalin) nyolcadik helyezést ért el. A felnőtt vb-n 43. helyen végzett. Csapatban (Knapek Edina, Varga G., Varga K.) tizedik volt. A 2010-es Európa-bajnokságon csapatban (Mohamed Aida, Knapek) hatodik lett. A novemberi világbajnokságon egyéniben a tizenhatodik, csapatban (Knapek, Mohamed, Varga) a kilencedik helyen zárt. A következő évben az Eb-n a 32 között kiesett. A csapatversenyen (Knapek, Mohamed, Varga) negyedik helyezett volt. A világbajnokságon a 64 között kiesett. Csapatban (Knapek, Mohamed, Varga) ötödik helyen végzett. A 2012-es Európa-bajnokságon a 32 között fejezte be. Csapatban (Knapek, Mohamed, Varga) ötödik lett.
2014 júniusában tagja volt az Európa-bajnoki ötödik helyezett csapatnak (Jeszenszky Szilvia, Knapek, Varga G.). A világbajnokságon nem jutott túl a főtábla első fordulójából és 46. lett. Csapatban 12. volt. 2015-ben egyéni magyar bajnokságot nyert. 2016-ban a csapat világbajnokságon hatodik helyen végzett (Mohamed, Varga G., Lupkovics Dóra). A júliusi Európa-bajnokságon a tizenkettedik helyezést szerezte meg. A csapatversenyen (Knapek, Mohamed, Lupkovics) a negyedik helyen végzett.
A 2017 júniusi Európa-bajnokságon ötödik helyezést ért el. Csapatban (Knapek, Lupkovics, Mohamed) negyedik volt. A világbajnokságon az egyéni versenyben a 32 között egy tussal kapott ki az olimpiai és világbajnok Inna Gyeriglazovától. A Knapek, Kreiss, Lupkovics, Mohamed összeállítású csapat a kilencedik helyezést érte el. Augusztusban aranyérmes volt az universiadén. Csapatban (Kondricz, Lupkovics, Balogh Orsolya) negyedik lett.  A 2018-as Európa-bajnokságon a hetedik helyen zárt. Csapatban (Mohamed, Lupkovics, Szalai Szonja) a hatodik helyen végzett. A világbajnokságon 24. lett. Csapatban (Kondricz Kata, Lupkovics, Mohamed) tizenegyedik helyezést érték el. A 2019-es Eb-n a 32 között búcsúzott. Csapatban (Lupkovics, Kondricz, Pásztor Flóra) ötödik helyezett lett. A világbajnokságon a nyolcaddöntőben esett ki és a tizenhatodik helyre rangsorolták. Csapatban (Mohamed, Kondricz, Lupkovics) tizedik volt. A 2021 nyarán megtartott tokiói olimpián tőr egyéniben a nyolcaddöntőben kapott ki 15–10-re a címvédő Inna Gyeriglazovától. A tőrözők csapatversenyében a 7. helyen végzett (Kondricz, Pásztor, Mohamed). 2021 decemberében bejelentette, hogy gyermeket vár.
A 2023-as Európa-bajnokságon a 25. helyen végzett.

## Eredményei
Magyar bajnokság
- Egyéni
  - aranyérmes: 2015, 2018, 2019
  - ezüstérmes: 2016
  - bronzérmes: 2010, 2011, 2017

- Csapat
  - aranyérmes: 2012, 2015, 2018, 2019, 2022
  - ezüstérmes: 2013, 2014, 2016, 2017
  - bronzérmes: 2004, 2006, 2007, 2008, 2009, 2010, 2011

## Díjai, elismerései
- Az év magyar kadét vívója (2006)[54]